# Victor von Dantscher
Victor von Dantscher (vollständig: Victor Dantscher Ritter von Kollesberg; * 29. Oktober 1847 in Innsbruck; † 26. Juli 1921 in Graz) war ein österreichischer Mathematiker.

## Leben

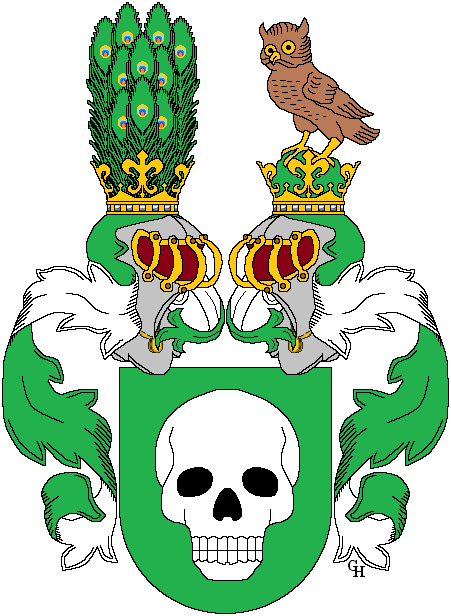
Wappen der Familie Dantscher von Kollesberg

Victor von Dantscher stammte aus der Familie des Professors der Anatomie an der Universität Innsbruck, Dr. Karl Dantscher (1813–1887), der durch die Verleihung des Ordens der Eisernen Krone III. Klasse 1876 mit dem Prädikat „von Kollesberg“ in den österreichischen Ritterstand erhoben worden war.
Victor von Dantscher studierte von 1866 bis 1872 Mathematik an den Universitäten in Innsbruck, Wien und München.
Er war ordentlicher Professor für Mathematik an der Universität Graz.
Am 26. Februar 1895 wurde er zum Mitglied der Leopoldina gewählt. Er war ordentliches Mitglied des Naturwissenschaftlichen Vereines für Steiermark und des Naturwissenschaftlich-Medizinischen Vereins in Innsbruck.

## Schriften
- Vorlesungen über die Weierstraßsche Theorie der irrationalen Zahlen. B. G. Teubner, Leipzig und Berlin 1908 Digitalisat